# Liturgusa actuosa
Liturgusa actuosa es una especie de mantis de la familia Hymenopodidae.

## Distribución geográfica
Se encuentra en Panamá.